# Fürstenzell
Fürstenzell este o comună-târg din districtul  Passau, regiunea administrativă Bavaria Inferioară, landul Bavaria, Germania.

## Galerie de imagini

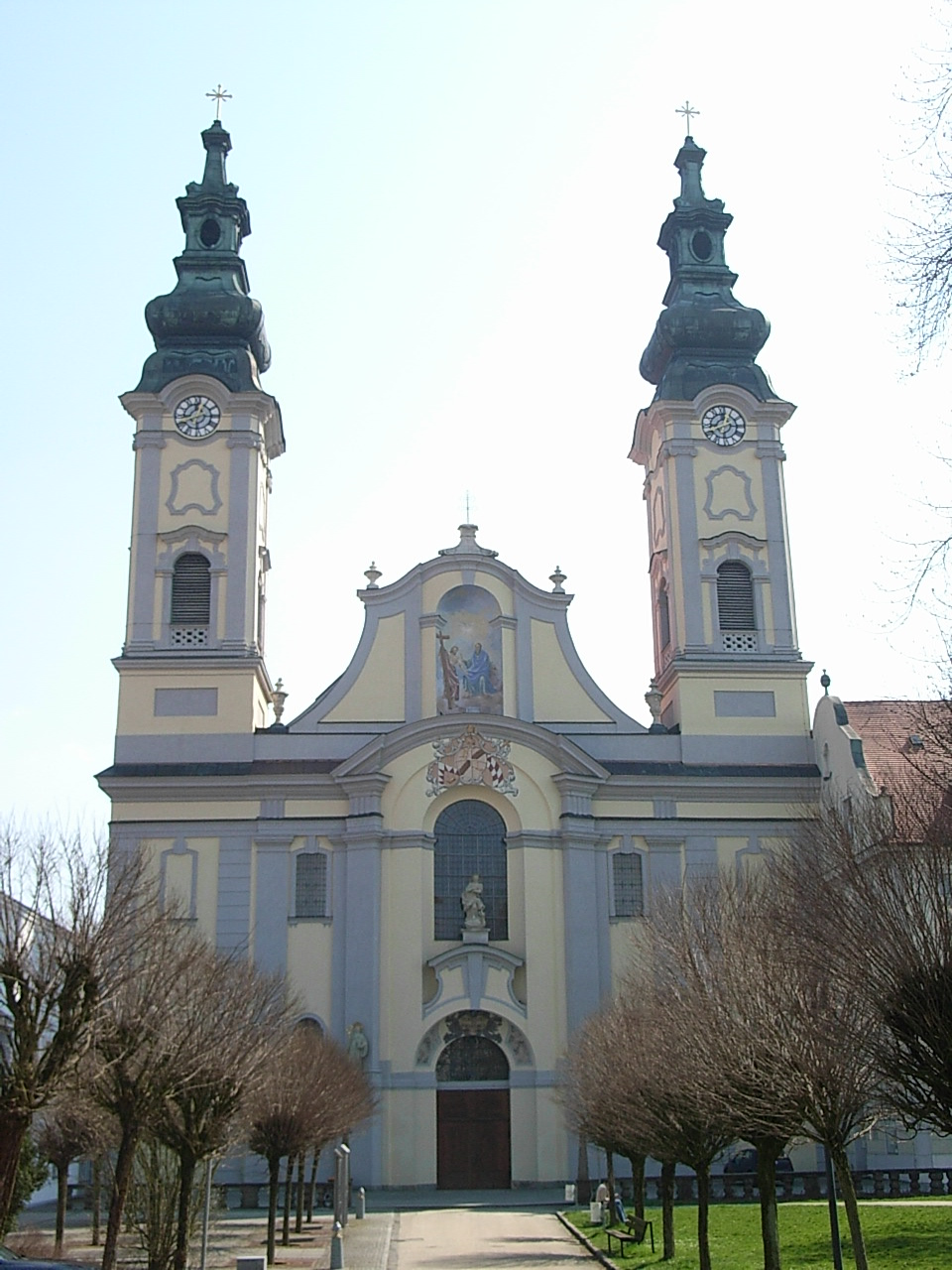
Mănăstirea din Fürstenzell
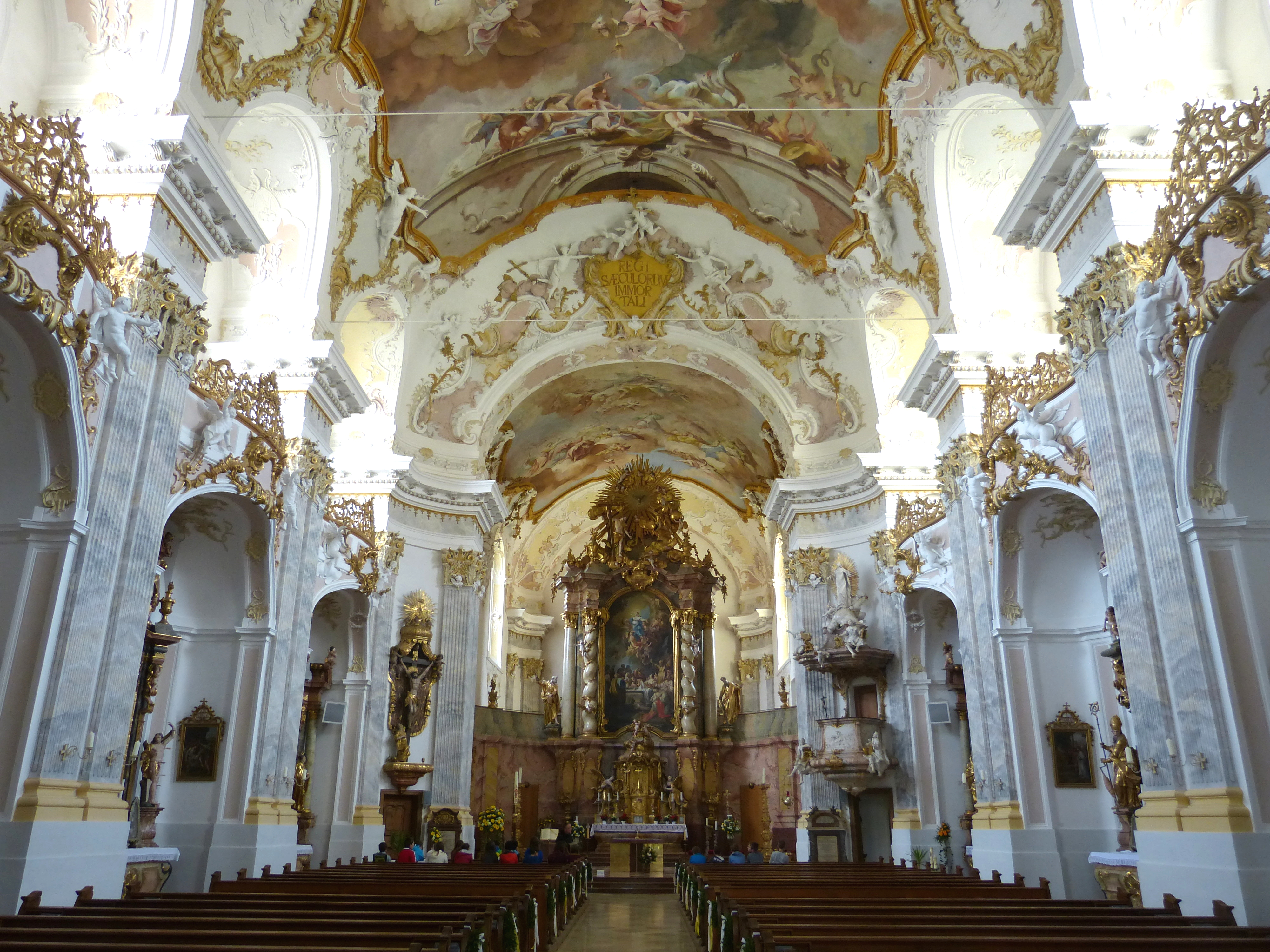
Biserica mănăstirii din Fürstenzell

1. ↑  Alle politisch selbständigen Gemeinden mit ausgewählten Merkmalen am 31.12.2018 (4. Quartal) (în germană), Statistisches Bundesamt[*], arhivat din original la 10 martie 2019, accesat în 10 martie 2019